# Zakir Safiullin
Zakir Safiullin est un boxeur kazakh né le 11 novembre 1986. 

## Carrière
Sa carrière amateur est principalement marquée par deux médailles d'argent aux championnats d'Asie en 2015 dans la catégorie des poids légers et en 2019 dans la même catégorie.

## Palmarès

### Championnats d'Asie
- Médaille d'argent en -60 kg en 2019 à Bangkok, Thaïlande
- Médaille d'argent en -60 kg en 2015 à Bangkok, Thaïlande